# Ypypuera crucifera
Ypypuera crucifera is een spinnensoort in de taxonomische indeling van de Hersiliidae.
Het dier behoort tot het geslacht Ypypuera. De wetenschappelijke naam van de soort werd voor het eerst geldig gepubliceerd in 1924 door Vellard.